# Johan Harju
Per Johan Harju, född 15 maj 1986 i Kuivakangas, Övertorneå kommun, är en svensk före detta ishockeyspelare.

## Karriär
Johan Harju började spela ishockey i Övertorneå HF när han var sex år, tillsammans med bland andra barndomskamraten Linus Omark, som han sen har spelat med i Luleå HF, Dynamo Moskva och Jokerit. Han flyttade från sin hemby då han började hockeygymnasiet i Luleå år 2002. Under säsongen 2004/2005 gjorde han debut i Luleå HF:s A-lag, säsongen 2005/2006 fick han en fast plats i A-laget.
I 2007 års NHL Entry Draft valdes Harju som nummer 167 totalt, i den sjätte rundan av Tampa Bay Lightning. 2009 skrev han på ett tvåårskontrakt med Dynamo Moskva. Trots det blev det bara en säsong i KHL. Den 6 april 2010 skrev han på för Tampa Bay Lightning. Efter en inledande säsong 2010/2011 med spel i AHL med Norfolk Admirals gjorde han NHL-debut den 12 november 2010 i en match mellan Tampa Bay och Pittsburgh Penguins. Sin första NHL-poäng gjorde han den 4 december. Första målet i NHL gjorde han den 7 december i en match mot Calgary Flames.
Johan Harju har spelat i Tre kronor i flera turneringar, däribland VM 2009 och 2010. Han blev sent inkallad till VM 2011 men tackade nej på grund av att han kände att han inte skulle kunna tillföra något.
Johan Harju skrev på för Luleå HF den 29 april 2011 för ett 1-årskontrakt utan klausuler.
Den 1 maj 2012 bekräftades att Johan Harju skrivit ett 2-årskontrakt med Brynäs IF.
Hösten 2014 återförenades Harju och Linus Omark i Jokerit, dock blev det bara en halv säsong för Harju där, innan han i januari 2015 återvände till Luleå HF, tredje gången gillt.
Johan Harju och Linus Omark har fungerat som ett radarpar på isen, när de har spelat i samma klubb. Då har de kallats för The Övertorneå Connection.
Den 2 augusti 2015 klarställdes det att Harju skulle bli Luleå Hockeys nye lagkapten efter Chris Abbott.
Johan Harju spelar säsongen 2020/21 i MODO Hockey

## Meriter
- VM-brons 2009
- VM-brons 2010

## Klubbar
| Land     | Klubb               | Liga              | Årtal       |
| -------- | ------------------- | ----------------- | ----------- |
| Sverige  | Luleå HF            | Elitserien        | 2005 – 2009 |
| Ryssland | HC Dynamo Moskva    | KHL               | 2009 – 2010 |
| USA      | Tampa Bay Lightning | NHL               | 2010 – 2011 |
| USA      | Norfolk Admirals    | AHL               | 2010 – 2011 |
| Sverige  | Luleå HF            | Elitserien        | 2011 – 2012 |
| Sverige  | Brynäs IF           | SHL/Elitserien    | 2012 – 2014 |
| Finland  | Jokerit             | KHL               | 2014 – 2015 |
| Sverige  | Luleå HF            | SHL               | 2015 – 2019 |
| Sverige  | MODO Hockey         | Hockeyallsvenskan | 2020 -2021  |
| Italien  | HC Pustertal        | ICEHL             | 2021-2022   |
| Finland  | Jokerit             | Liiga             | 2022 – 2023 |